# 55772 Loder
55772 Loder este un asteroid din centura principală de asteroizi.

## Descriere
55772 Loder este un asteroid din centura principală de asteroizi. A fost descoperit pe 30 decembrie 1992 la Tautenburg de Freimut Börngen. El prezintă o orbită caracterizată de o semiaxă mare de 2,25 ua, o excentricitate de 0,13 și o înclinație de 5,2° în raport cu ecliptica.